# Tomás Trénor Azcárraga
Tomás Trénor Azcárraga ( Valence, 1894-1981), II marquis du Turia, est un aristocrate, homme politique et militaire espagnol.
Maire de Valence entre 1955 et 1958, il est démis par les autorités franquistes en raison de ses protestations contre les déficiences des secours dans la grande inondation d'octobre 1957. Il est également procurateur aux Cortes franquistes entre 1955 et 1958.